# Крістіна Сюферт
Крістіна Сюферт (англ. Christina Seufert, 13 січня 1957) — американська стрибунка у воду.
Призерка Олімпійських Ігор 1984 року.